# ۸۳۱ (قمری)
۸۳۱ (قمری)، هشتصد و سی و یکمین سال در گاهشماری هجری قمری است. اول محرم این سال برابر با سی و یکم اکتبر سال ۱۴۲۷ میلادی است.

## وابسته
- مرینیان
- وطاسیان